# Anja Plaikner
Anja Plaikner es una deportista italiana que compitió en luge en la modalidad individual. Ganó una medalla de bronce en el Campeonato Europeo de Luge de 1992, en la prueba por equipo.

## Palmarés internacional
| Campeonato Europeo | Campeonato Europeo    | Campeonato Europeo | Campeonato Europeo |
| Año                | Lugar                 | Medalla            | Prueba             |
| ------------------ | --------------------- | ------------------ | ------------------ |
| 1992               | Winterberg (Alemania) | Medalla de bronce  | Equipo             |